# Lista primarilor din Râmnicu Vâlcea
Aceasta este lista cu primarii Municipiului Râmnicu Vâlcea.
| Nume              | Mandat               | Partid | Mențiuni                          |
| ----------------- | -------------------- | ------ | --------------------------------- |
| Traian Dumitrescu | 1990-1991            |        |                                   |
| Eugen Iordache    | 1991-1992            |        |                                   |
| Emilian Ionescu   | 1992                 |        |                                   |
| Iosif Catană      | 1992-1995            | FSN    |                                   |
| Tudor Valer       | 1995-1996            |        |                                   |
| Sorin Zamfirescu  | 1996-2000            | CDR    |                                   |
| Traian Sabău      | 2000-2004            | PDSR   |                                   |
| Mircia Gutău      | 2004-2008, 2008-2010 | PDL    | Arestat                           |
| Romeo Rădulescu   | 2010-2012            | PDL    |                                   |
| Emilian Frâncu    | 2012-2013            | PNL    | Arestat                           |
| Ion Gigi Matei    | 2013-2016            | PSD    | Viceprimar cu atribuții de primar |
| Mircia Gutău      | 2016 - prezent       | PER    |                                   |